# Forculusoides rubronervis
Forculusoides rubronervis är en insektsart som beskrevs av William Lucas Distant 1916. Forculusoides rubronervis ingår i släktet Forculusoides och familjen sköldstritar. Inga underarter finns listade i Catalogue of Life.